# Girls (EP de Aespa)
Girls é o segundo extended play (EP) do girl group sul-coreano Aespa. O EP foi lançado pela SM Entertainment e Warner Records em 8 de julho de 2022. É composto por seis faixas e foi precedido pelo single promocional "Illusion", e dois singles oficiais: "Life's Too Short" (versão em inglês) e "Girls". A versão digital também adiciona os singles lançados anteriormente do grupo "Black Mamba", "Forever" e "Dreams Come True".
Girls foi um sucesso comercial e estreou em primeiro lugar na Circle Album Chart da Coreia do Sul, com 1.426.487 cópias vendidas na primeira semana de lançamento, marcando o segundo álbum de Aespa em primeiro lugar na parada. Em setembro, o EP foi certificado em Milhão pela Korea Music Content Association (KMCA) por ultrapassar 1.000.000 de cópias vendidas. Ele também estreou em terceiro lugar na Billboard 200 com 56.000 unidades equivalentes ao álbum, tornando-se a segunda e maior entrada do grupo na parada.

## Antecedentes e lançamento
Em 1º de junho de 2022, um teaser marcando o lançamento do próximo extended play (EP) de Aespa foi postado nas diversas contas de mídia social do grupo. O teaser era um pequeno vídeo com um "panorama de uma cordilheira digital" e uma "explosão de música pesada com sintetizadores". Foi então anunciado que o grupo lançaria seu segundo EP, intitulado Girls, em 8 de julho. Foi o primeiro EP do grupo desde Savage em outubro de 2021, e seu primeiro lançamento desde a regravação de 2021 da canção "Dreams Come True", originalmente de S.E.S. Girls foi lançado na Coreia do Sul e nos Estados Unidos pela SM Entertainment e Warner Records, com quem a SM Entertainment assinou uma parceria global para distribuição de conteúdo musical e promoções de marketing no início do ano. Em entrevista à Billboard, Giselle reiterou que o Aespa viajaria aos EUA para divulgar o EP. As pré-vendas digitais e físicas do EP começaram em 2 de junho.
Aespa foi selecionada como artista de junho para o Up Next da Apple Music, uma campanha global que designa os artistas mais esperados do mês entre novos artistas em todo o mundo. Além de disponibilizar pré-encomendas de Girls, o grupo também lançou um curta-metragem para Up Next. Elas lançaram "Illusion" como canção de pré-lançamento para promoções em vários serviços de streaming de música em 1º de junho de 2022. Em 24 de junho, a versão em inglês de "Life's Too Short" foi lançada como segundo single de pré-lançamento do EP. O grupo estreou a canção ao vivo no Coachella Valley Music and Arts Festival.
Em entrevista ao Audacy, Inc., foi revelado que o lançamento de Girls foi adiado para 8 de julho de sua data original para "abrir caminho para que mais refinamentos sejam feitos em suas músicas". Em 24 de junho de 2022, em entrevista exclusiva à mídia coreana Star News, o grupo mencionou que estava se perguntando se "Lingo" ou "Illusion" deveriam ser lançados como single de pré-lançamento. Eventualmente, os membros sentiram que este último se encaixa melhor no conceito do álbum e tem a "cor do Aespa".

## Composição
A edição padrão do mini-álbum tem cerca de dezenove minutos de duração, composta por 6 faixas, enquanto a digital adiciona os singles lançados anteriormente do grupo "Black Mamba", "Forever" e "Dreams Come True". Girls apresenta vários gêneros, como pop. Liricamente, o álbum discute temas de amor, autoconfiança, amizade, aliança e muito mais. Kristine Kwak, da Rolling Stone, observou que enquanto "Girls" e "Illusion" estão mais próximos do som futurista do grupo, o resto do mini-álbum é "o lado mais alegre das meninas com temas de não levar a vida muito a sério".

### Canções
O single principal "Girls" foi descrito como uma canção "sombria", "pensativa" de dance, pop e electropop com "sintetizador de baixo pesado" e letras sobre “Aespa e ae-Aespa travando uma batalha completa com Black Mamba [a antagonista]”. É uma "produção problemática e com muita eletrônica" que suaviza durante a ponte, antes de "cair em um colapso techno maluco" no final. A segunda faixa "Illusion" foi descrita como canção eletrônica de "alta energia" hip hop, synth-pop, dance e EDM-trap com "baixo 808 forte e som de chute que chama a atenção". Consiste em elementos indicativos de hyperpop, incluindo uma "percussão excêntrica para chimbais e cliques elétricos semelhantes a xilogravuras". Liricamente, a canção foi descrita como tendo "a própria cor de Aespa expressa", como "comparar o desejo de seduzir e devorar o oponente ao fogo dos goblins".
A terceira faixa "Lingo" foi descrita como uma música country dance e dance-pop com um "charme reverso que combina baixo e bateria energética", "gaita digna do Velho Oeste" e sinos de vaca. A faixa celebra “os laços especiais e únicos entre amigos íntimos”, expressos através da metáfora de uma lingo compartilhada. A quarta faixa "Life's Too Short" é uma canção de ritmo médio pop, soft pop e bubblegum pop com um "riff cativante de guitarra elétrica" e "vocais brilhantes, alegres e esperançosos". A letra da canção apresenta uma "aspiração positiva de desfrutar de uma vida única como desejado, sem arrependimentos". A última faixa "ICU" é uma balada acústica "gentil" e "calmante" que possui uma guitarra folk "harmoniosa" e cordas "delicadas". Ela transmite uma mensagem que enfatiza a importância de “dar um passo para trás e descansar em tempos de pico”.

## Recepção crítica
| Críticas profissionais | Críticas profissionais |
| Pontuações agregadas   | Pontuações agregadas   |
| Fonte                  | Avaliação              |
| ---------------------- | ---------------------- |
| Metacritic             | 78/100                 |
| Avaliações da crítica  |                        |
| Fonte                  | Avaliação              |
| AllMusic               | [ 23 ]                 |
| Beats Per Minute       | 77/100                 |
| Clash                  | 7/10                   |
| NME                    | [ 24 ]                 |
| Rolling Stone          | [ 1 ]                  |

Após seu lançamento, Girls recebeu respostas positivas dos críticos musicais, que elogiaram Aespa por sua energia, consistência e diversidade. No Metacritic, que atribui uma pontuação normalizada de 100 às avaliações das publicações, o álbum recebeu uma pontuação média de 78 com base em 5 avaliações, indicando "avaliações geralmente favoráveis".
Em uma crítica de quatro estrelas de cinco para a Rolling Stone, Kristine Kwak disse que "inclui tudo o que se poderia querer de uma gravação de Aespa", desde batidas pesadas de sintetizador e vocais fortes "penetrantes" até visuais que "não te dão um segundo para piscar". Escrevendo para AllMusic, Neil Z. Yeung deu às meninas uma classificação de 4 em 5, citando-a como "mais ousada e agressiva do que a maioria de suas contemporâneas". Yeung acrescentou que o EP tem "nove faixas vivas, há variedade e energia suficientes para torná-lo uma audição envolvente e irresistível". Para Beats Per Minute, Chase McMullen avaliou o álbum em 77 de 100, aplaudindo que o álbum "faz exatamente o que deveria, exatamente no tempo que leva para fazê-lo". Rhian Daly do NME deu ao álbum uma classificação de três estrelas, apontando: "Se Girls é uma aposta pelo status de superstar, às vezes joga muito seguro." O crítico da Clash, Robin Murray, escreveu que o álbum "demonstra um avanço de Aespa como artistas" e "solidificou as intenções criativas do grupo, ao mesmo tempo que ilustra sua capacidade de possuir outros conceitos".

## Desempenho comercial
Em 9 de junho de 2022, as pré-encomendas de Girls ultrapassaram um milhão de cópias, uma semana após o anúncio, ultrapassando o recorde anterior da carreira de Aespa de 401.000 pré-encomendas de Savage. As pré-encomendas ultrapassaram 1.610.000 unidades um dia antes de seu lançamento, o número mais alto para um álbum de um girl group no K-pop. O álbum estreou em primeiro lugar na Circle Album Chart, vendendo 1.426.487 cópias na 28ª semana de 2022. Na primeira semana de lançamento, foi relatado que Girls vendeu mais de um milhão de cópias no Hanteo Chart, ultrapassando a marca estabelecida por The Album de Blackpink em outubro de 2020. Desde então, Girls foi certificado em milhão pela Korea Music Content Association (KMCA). No Japão, estreou em terceiro lugar na Digital Albums Chart da Oricon e em segundo lugar na parada Hot Albums da Billboard Japan.
Girls estreou em terceiro lugar na Billboard 200 dos EUA com 56.000 unidades equivalentes ao álbum, incluindo 53.000 vendas puras de álbuns, tornando-o o álbum mais vendido da semana. Foi o primeiro álbum de Aespa no top 10 dos EUA.

## Lista de faixas
| Lista de faixas de Girls |                                                                           |                                         | |                                                       |         |  |
| N.º                      | Título                                                                    | Letras                                  | Música | Arranjo                                               | Duração |  |
| 1.                       | "Girls"                                                                   | Yoo Young-jin                           | Ryan S. Jhun Hanif Sabzevari (Hitmanic) Dennis "DeKo" Kordnejad (Hitmanic) Rodnae "Chikk" Bell Pontus PJ Ljung Yoo Young-jin | Ryan S. Jhun Hitmanic Pontus "PJ" Ljung Yoo Young-jin | 4:00    |  |
| 2.                       | "Illusion" (hangul: 도깨비불; rr: Dokkaebibul; lit. Fogo-fátuo)           | Lee Thor (Lalala Studio)                | G'harah "PK" Degeddingseze Steve Octave                                                                                      | G'harah "PK" Degeddingseze Patricia Battani           | 3:15    |  |
| 3.                       | "Lingo"                                                                   | Song Chae-ri (Joombas)                  | Alma Goodman Gabriella Grombacher Christina Galligan Lisa "Lixa" Hickox                                                      | Lixa                                                  | 2:36    |  |
| 4.                       | "Life's Too Short"                                                        | Jang Jeong-won                          | Becky Hill Sam Klempner Uzoechi Emenike                                                                                      | Sam Klempner                                          | 2:58    |  |
| 5.                       | "ICU" (hangul: 쉬어가도 돼; rr: Swieogado dwae; lit. Você Pode Descansar) | Bae Hye-jin (Joombas)                   | Ryan S. Jhun Josh Cumbee Nisha Asnani                                                                                        | Ryan S. Jhun Josh Cumbee                              | 3:41    |  |
| 6.                       | "Life's Too Short" (versão em inglês)                                     | Becky Hill Sam Klempner Uzoechi Emenike | Becky Hill Sam Klempner Uzoechi Emenike                                                                                      | Sam Klempner                                          | 2:58    |  |
| Duração total:           | Duração total:                                                            | Duração total:                          | Duração total: | Duração total:                                        | 19:28   |  |

| Girls – Edição digital |                                                     |                |                                                                                       |                              |         |  |
| N.º                    | Título                                              | Letras         | Música                                                                                | Arranjo                      | Duração |  |
| 7.                     | "Black Mamba"                                       | Yoo Young-jin  | Omega Ella Isaacson Gabriela Geneva (NIIVA) Jordan Reyes Shaun Lopez Scott Chesak Yoo | Omega Reyes Lopez Chesak Yoo | 2:54    |  |
| 8.                     | "Forever" (hangul: 약속; rr: Yaksok; lit. Promessa) | Yoo            | Yoo                                                                                   | Yoo                          | 4:58    |  |
| 9.                     | "Dreams Come True"                                  | Bada Yoo BoA   | Yoo BoA Risto Armas Asikainen                                                         | Yoo BoA Shaun Kim BXN        | 3:24    |  |
| Duração total:         | Duração total:                                      | Duração total: | Duração total:                                                                        | Duração total:               | 30:44   |  |

| Girls — Edição do filme Up Next da Apple Music |                  |         |  |
| N.º                                            | Título           | Duração |  |
| 10.                                            | "Up Next: aespa" | 4:09    |  |
| Duração total:                                 | Duração total:   | 34:53   |  |

## Créditos e pessoal
Créditos adaptados do encarte do álbum físico (não inclui a edição digital).

### Estúdio
- SM Booming System – gravação, mixagem, engenharia para mixagem, edição digital (faixa 1)
- SM Yellow Tail Studio – gravação (faixa 3, 5), edição digital (faixa 3, 5)
- SM Blue Ocean Studio – mixagem (faixa 4, 6)
- SM Blue Cup Studio – mixagem (faixa 2–3)
- SM Lvyin Studio – edição digital (faixa 4, 6)
- SM Ssam Studio – gravação (faixa 4, 6)
- SM Starlight Studio – gravação (faixa 2–3), edição digital (faixa 2)
- SM Concert Hall Studio – mixagem (faixa 5)
- Sonic Korea – masterização (faixa 1)
- 821 Sound Mastering – masterização (faixa 2–6)

### Pessoal
- SM Entertainment – produtor executivo
- Lee Soo-man – produtor
- Lee Sung-soo – diretor de produção, supervisor executivo
- Tak Young-jun – supervisor executivo
- Aespa – vocais, vocais de fundo (todas as faixas)
- Yoo Young-jin – produtor (faixa 1), letras, composição, arranjo, gravação, mixagem, engenharia para mixagem, direção vocal, vocais de fundo, edição digital (faixa 1), supervisor de música e som (todas as faixas)
- Maxx Song – direção vocal, edição digital (faixa 2)
- Kenzie – direção vocal (faixa 3)
- minGtion – direção vocal (faixa 4, 6)
- Oiaisle – vocais de fundo (faixa 4, 6)
- Emily Yeonseo Kim – direção vocal, vocais de fundo (faixa 5)
- Lee Thor – letras (faixa 2)
- Song Jae-ri (Joombas) – letras (faixa 3)
- Jang Jeong-won – letras em coreano (faixa 4)
- Bae Hye-jin (Joombas) – letras (faixa 5)
- Becky Hill – letras em inglês (faixa 6), composição (faixa 4, 6)
- Uzoechi Emenike – letras em inglês (faixa 6), composição (faixa 4, 6)
- Sam Klempner – produtor (faixa 4, 6), letras em inglês (faixa 6), composição, arranjo (faixa 4, 6)
- Hanif Sabzevari (Hitmanic) – composição, arranjo (faixa 1)
- Dennis "DeKo" Kordnejad (Hitmanic) – composição, arranjo (faixa 1)
- Rodnae "Chikk" Bell – composição (faixa 1)
- Pontus PJ Ljung – composição, arranjo (faixa 1)
- Ryan S. Jhun – produtor (faixa 1, 5), composição, arranjo (faixa 1, 5)
- G'harah "PK" Degeddingseze – produtor (faixa 2), composição, arranjo (faixa 2)
- Patricia Battani – produtor (faixa 2), composição, arranjo (faixa 2)
- Steve Octave – arranjo (faixa 2)
- Alma Goodman – composição, vocais de fundo (faixa 3)
- Gabriella "GiGi" Grombacher – composição, vocais de fundo (faixa 3)
- Christina Galligan – composição, vocais de fundo (faixa 3)
- Lisa "Lixa" Hickox – produtor (faixa 3), composição, arranjo (faixa 3)
- Nisha Asnani – composição (faixa 5)
- Josh Cumbee – produtor (faixa 5), composição, arranjo, guitarra (faixa 5)
- Jay Denton – banjo, bandolim, guitarra (faixa 5)
- Noh Min-ji – gravação (faixa 3, 5), edição digital (faixa 3, 5)
- Kang Eun-ji – gravação (faixa 4, 6)
- Kim Cheol-sun – mixagem (faixa 4, 6)
- Jung Eui-seok – mixagem (faixa 2–3)
- Lee Ji-hong – edição digital (faixa 4, 6)
- Jung Yu-ra – gravação (faixa 2–3), edição digital (faixa 2)
- Nam Koong-jin – mixagem (faixa 5)
- Jeon Hoon – masterização (faixa 1)
- Shin Soo-min – assistente de masterização (faixa 1)
- Kwon Nam-woo – masterização (faixa 2–6)

## Desempenho nas paradas musicais

### Paradas semanais
| Parada (2022)                                          | Melhor posição |
| ------------------------------------------------------ | -------------- |
| Austrália (ARIA)                                       | 55             |
| Bélgica (Ultratop Flandres)                            | 89             |
| Coreia do Sul (Circle)                                 | 1              |
| Croácia (International Albums da HDU)                  | 2              |
| Estados Unidos (Billboard 200)                         | 3              |
| Estados Unidos (World Albums da Billboard)             | 1              |
| Finlândia (Physical Albums da Suomen virallinen lista) | 6              |
| França (SNEP)                                          | 79             |
| Hungria (MAHASZ)                                       | 4              |
| Japão (Oricon)                                         | 3              |
| Japão (Combined Albums da Oricon)                      | 3              |
| Japão (Hot Albums da Billboard Japan)                  | 2              |
| Polónia (ZPAV)                                         | 40             |
| Suécia (Physical Albums da Sverigetopplistan)          | 7              |
| Reino Unido (UK Digital Albums)                        | 67             |

### Paradas mensais
| Parada (2022)          | Melhor posição |
| ---------------------- | -------------- |
| Japão (Oricon)         | 9              |
| Coreia do Sul (Circle) | 1              |

### Paradas de fim de ano
| Parada (2022)                                 | Melhor posição |
| --------------------------------------------- | -------------- |
| Coreia do Sul (Circle)                        | 8              |
| Estados Unidos (Top Album Sales da Billboard) | 65             |
| Japão (Oricon)                                | 53             |
| Japão (Hot Albums da Billboard Japan)         | 51             |

## Certificações
| Região                                                       | Certificação | Unidades/vendas |
| ------------------------------------------------------------ | ------------ | --------------- |
| Coreia do Sul (Circle)                                       | Milhão       | 1.000.000‡      |
| ‡vendas+valores de streaming baseados apenas na certificação |              |                 |

## Histórico de lançamento
| Região | Data               | Formato(s)                    | Gravadora(s) | Ref.   |
| ------ | ------------------ | ----------------------------- | ------------ | ------ |
| Várias | 8 de julho de 2022 | CD download digital streaming | SM Warner    | [ 57 ] |